# Cyclosorus angustus
Cyclosorus angustus là một loài thực vật có mạch trong họ Thelypteridaceae. Loài này được Ching mô tả khoa học đầu tiên năm 1982.